# Omphalophana pallidior
Omphalophana pallidior är en fjärilsart som beskrevs av Rothschild 1913. Omphalophana pallidior ingår i släktet Omphalophana och familjen nattflyn. Inga underarter finns listade i Catalogue of Life.